# Municipio de Jordan (condado de Warren)
El municipio de Jordan (en inglés: Jordan Township) es un municipio ubicado en el condado de Warren en el estado estadounidense de Indiana. En el año 2010 tenía una población de 247 habitantes y una densidad poblacional de 2,35 personas por km².

## Geografía

Un mapa del municipio de Jordan

El municipio de Jordan se encuentra ubicado en las coordenadas 40°21′4″N 87°27′56″O / 40.35111, -87.46556. Según la Oficina del Censo de los Estados Unidos, el municipio tiene una superficie total de 105.06 km², de la cual 105,01 km² corresponden a tierra firme y (0,04 %) 0,05 km² es agua.

## Demografía
Según el censo de 2010, había 247 personas residiendo en el municipio de Jordan. La densidad de población era de 2,35 hab./km². De los 247 habitantes, el municipio de Jordan estaba compuesto por el 97,17 % blancos, el 0,81 % eran amerindios, el 0,81 % eran isleños del Pacífico y el 1,21 % eran de una mezcla de razas. Del total de la población el 0 % eran hispanos o latinos de cualquier raza.